# غوك تبة رقم دو (المزرعة الشمالية)
غوك تبة رقم دو (بالفارسية: گوک‌تپه شماره دو) هي منطقة سكنية تقع في إيران في قسم المزرعة الشمالیة الريفي. يقدر عدد سكانها بـ 347 نسمة بحسب إحصاء 2016.